# Nadia Jebril
Nadia Jebril, född 5 oktober 1982 i Malmö, är en svensk journalist, debattör samt programledare i Sveriges Television och programmet Verkligheten i Sveriges Radio P3. Jebrils föräldrar är palestinier från Jordanien och kom till Sverige 1964.
År 2002 nekades Jebril att bli programledare för SVT:s mångkulturella program Mosaik på grund av att hon bar hijab. År 2003 beslutade SVT att hon fick bära sin hijab och bli programledare för matprogrammet Ät. Sedan blev hon också programledare för reseprogrammet Packat & Klart. Jebril bär inte längre hijab, eftersom hon inte vill bli reducerad till att vara "hon med slöjan". 
År 2006 skickades Jebril av Utrikesdepartementet till Egypten för att tillsammans med två andra svenska muslimer ge en motbild till den islamfientlighet som framställts om Sverige i samband med de danska Muhammedteckningarna. Jebril medverkar i den muslimska kulturtidskriften Minaret och Existera, som är en tros- och livsåskådningstidskrift.
Sedan 2021 arbetar hon på Dagens Nyheters Skåneredaktion.